# Furulund
Furulund egy település Svédország legdélibb megyéjében, Skåne megyében. A falu a Kävlinge községben található, körülbelül egy kilométerre a község azonos nevű székhelyétől, Kävlinge városától.